# Álvaro de Mendoza
Álvaro de Mendoza foi Vice-rei de Navarra e Conde de Castrogeriz. Exerceu o vice-reinado de Navarra entre 1546 e 1547. Antes dele o cargo foi exercido por Luís Hurtado de Mendoza. Seguiu-se-lhe Luís de Velasco.